# Paraliparis orcadensis
Paraliparis orcadensis är en fiskart som beskrevs av Jesús Matallanas och Pequeño 2000. Paraliparis orcadensis ingår i släktet Paraliparis och familjen Liparidae. IUCN kategoriserar arten globalt som otillräckligt studerad. Inga underarter finns listade i Catalogue of Life.